# Thomas Ford (Ruderer)

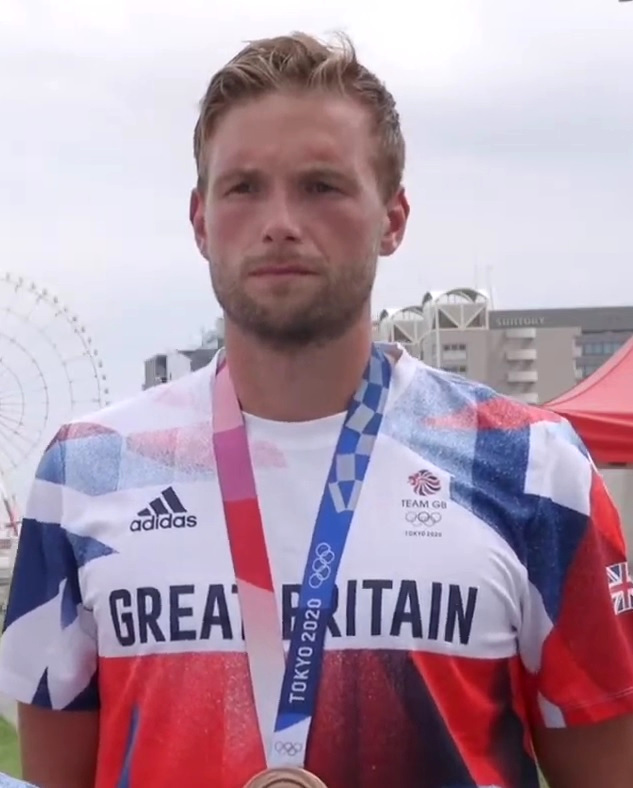
Thomas Ford bei einem Interview während der Olympischen Spiele 2020 (2021)

Thomas „Tom“ Ford (* 3. Oktober 1992 in Holmes Chapel) ist ein britischer Ruderer. Er gewann 2021 eine olympische Bronzemedaille und 2024 Gold, 2022 wurde er Weltmeister.

## Karriere
Thomas Ford belegte 2013 mit dem britischen Achter den fünften Platz bei den U23-Weltmeisterschaften, im Jahr darauf erreichte er den sechsten Platz.
2017 trat Thomas Ford im Weltcup mit dem Achter an, er belegte den zweiten Platz in Belgrad und den dritten Platz in Posen. Bei den Europameisterschaften 2017 erreichte der britische Achter den fünften Platz. Ende September bei den Weltmeisterschaften in Sarasota belegte Ford zusammen mit Timothy Clarke und Steuermann Harry Brightmore den vierten Platz im Zweier mit Steuermann. 2018 wechselte Ford in den Vierer ohne Steuermann. Bei den Europameisterschaften 2018 in Glasgow gewannen Thomas Ford, Jacob Dawson, Adam Neill und James Johnston die Silbermedaille hinter den Rumänen. In der gleichen Besetzung ruderten die Briten bei den Weltmeisterschaften 2018 in Plowdiw auf den dritten Platz hinter Australiern und Italienern. 2019 wechselten Ford und Dawson in den Achter. Bei den Europameisterschaften in Luzern startete der britische Achter in der Besetzung Thomas Ford, James Rudkin, Thomas George, Mohamed Sbihi, Jacob Dawson, Oliver Wynne-Griffith, Matthew Tarrant, Josh Bugajski und Henry Fieldman. Die Briten gewannen die Silbermedaille hinter dem Deutschland-Achter und vor den Niederländern. Bei den Weltmeisterschaften siegten die Deutschen vor den Niederländern und den Briten. 2021 gewann der britische Achter bei den Europameisterschaften in Varese vor den Rumänen und den Niederländern. Bei den Olympischen Spielen in Tokio siegte der Achter aus Neuseeland vor dem Deutschland-Achter und den Briten.
2022 bei den Europameisterschaften in München gewann Ford mit dem britischen Achter den Titel vor den Niederländern. Einen Monat später siegten die Briten bei den Weltmeisterschaften in Račice u Štětí ebenfalls vor den Niederländern. Bei den Europameisterschaften 2023 in Bled gewann die Crew vor den Rumänen und den Niederländern. Drei Monate später bei den Weltmeisterschaften in Belgrad siegte der britische Achter vor den Niederländern und den Australiern.
2024 gewann der britische Achter bei den Europameisterschaften in Szeged mit über zwei Sekunden Vorsprung vor dem Deutschlandachter. Drei Monate später bei den Olympischen Spielen in Paris siegten die Briten mit einer Sekunde Vorsprung vor den Niederländern. 
Thomas Ford ist der Bruder der Ruderin Emily Ford.